# Sobrado (Castelo de Paiva)
Pour les articles homonymes, voir Sobrado.
Sobrado est une ancienne paroisse civile portugaise (en portugais : freguesia) de la municipalité de Castelo de Paiva dans le district d'Aveiro.
La loi no 11-A/2013 du 28 janvier 2013, portant réorganisation administrative du territoire des freguesias, fusionne Sobrado avec la paroisse voisine de Bairros pour former l’União das freguesias de Sobrado e Bairros (dont le siège est à Sobrado).